# A Change Would Do You Good
A Change Would Do You Good è il quarto singolo della musicista statunitense Sheryl Crow estratto dall'album omonimo del 1996.

## Il brano
Jeff Trott racconta che gli autori hanno tratto ispirazione dai classici soul della Motown, cercando di ottenere qualcosa di simile ai The Staple Singers. Questo brano compare anche nel suo album dal vivo Sheryl Crow and Friends: Live from Central Park.
Si è classificato al 5º posto nella classifica Top 40 Mainstream negli Stati Uniti, all'8º posto nella classifica Official Singles Chart nel Regno Unito e al 2º posto in Canada.

## Video
Nel video musicale del brano, diretto dalla stessa Crow e da Lance Acord girato in bianco e nero, si vede Sheryl nel mezzo di una strada che suona la chitarra mentre dalla finestra di una casa vengono gettati i suoi effetti personali. Poi anche una seconda Sheryl precipita sulla strada e alla fine si allontana in un taxi.
Questo video compare nel DVD The Very Best of Sheryl Crow: The Videos.

## Tracce
CD Maxi singolo UK
1. A Change Would Do You Good – 3:50 (S. Crow, J. Trott, B. Macleod)
2. Everyday Is A Winding Road – 4:16 (S. Crow, J. Trott, B. Macleod)
3. If It Makes You Happy – 5:25 (S. Crow, J. Trott)
4. Hard to Make a Stand – 3:07 (S.Crow, B. Bottrell, R.S. Bryan, T. Wolfe)

CD Maxi singolo EU
1. A Change Would Do You Good (LP version) – 3:50 (S. Crow, J. Trott, B. Macleod)
2. Hard to Make a Stand (Live From Shepherd's Bush Empire) – 4:23 (S.Crow, B. Bottrell, R.S. Bryan, T. Wolfe)
3. On the Outside (Live From Shepherd's Bush Empire) – 7:58 (S. Crow, J. Trott)
4. A Change Would Do You Good (Live From Shepherd's Bush Empire) – 5:25 (S. Crow, J. Trott, B. Macleod)

## Classifiche
| Classifica (1997)                         | Posizione massima |
| ----------------------------------------- | ----------------- |
| Stati Uniti (Modern Rock Tracks)          | 25                |
| Stati Uniti (BillBoard Mainstream Top 40) | 5                 |
| Regno Unito                               | 8                 |
| Canada (RPM)                              | 2                 |